# Giovanni Pietro Volpi

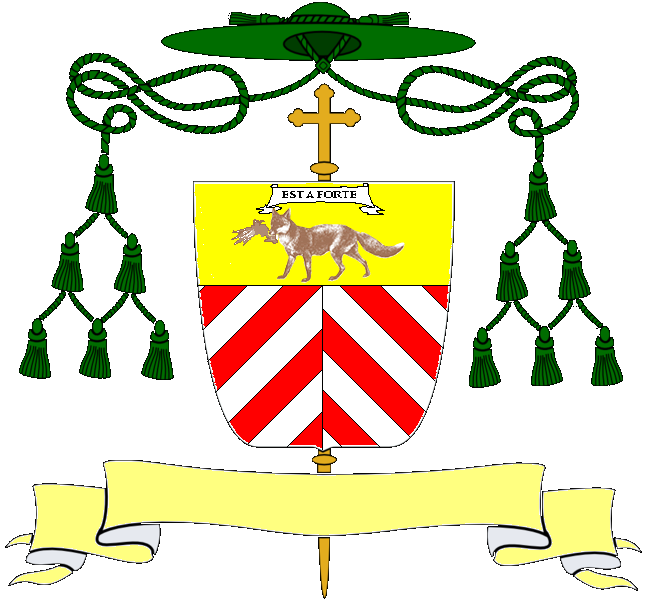
Bischofswappen von Giovanni Pietro Volpi (schematische Darstellung)

Giovanni Pietro Volpi (* 15. Mai 1585 in Como; † 12. September 1636 in Borgomanero) war ein italienischer Geistlicher und Bischof von Novara.

## Leben
Volpi begegnet zuerst als Kanoniker in Como. Am 23. Mai 1622 wurde er zum Titularbischof von Salona ernannt und seinem Onkel, dem Bischof von Novara Volpiano Volpi, als Weihbischof zur Seite gestellt. Die Bischofsweihe spendete ihm am 12. Juni 1622 der Erzbischof von Bologna Kardinal Ludovico Ludovisi; Mitkonsekratoren waren Galeazzo Sanvitale, ehemaliger Erzbischof von Bari-Canosa, sowie sein Onkel, Erzbischof Volpiano Volpi, Bischof von Novara. Dort war er ab dem 26. Juli 1624 Koadjutorbischof mit dem Recht der Nachfolge. Am 10. März 1629 folgte er mit dem Tod des Onkels diesem als Diözesanbischof.
Giovanni Pietro Volpi starb am 12. September 1636 in Borgomanero und wurde in der Kathedrale von Novara beigesetzt.